# 볼로스트
볼로스트(벨라루스어: во́ласць volasts; 러시아어: во́лость [ˈvoɫəsʲtʲ]; 우크라이나어: во́лость)는 키예프 루스, 모스크바 대공국, 러시아 제국의 전통적인 행정 구역이었다.

## 같이 보기
- 구베르니야 (현)
- 읍
- 군